# Dypsis leptocheilos
Dypsis leptocheilos – gatunek palmy z rzędu arekowców (Arecales). Występuje endemicznie na Madagaskarze.
Jego naturalne stanowisko jest nieznane. Przypuszcza się, że rośnie w bioklimacie suchym na wysokości do 500 m n.p.m. na skalistym lub piaszczystym, okresowo suchym podłożu w zachodnim Madagaskarze. Znane tylko z materiału uprawianego na Tahiti.